# 테런스 래티건

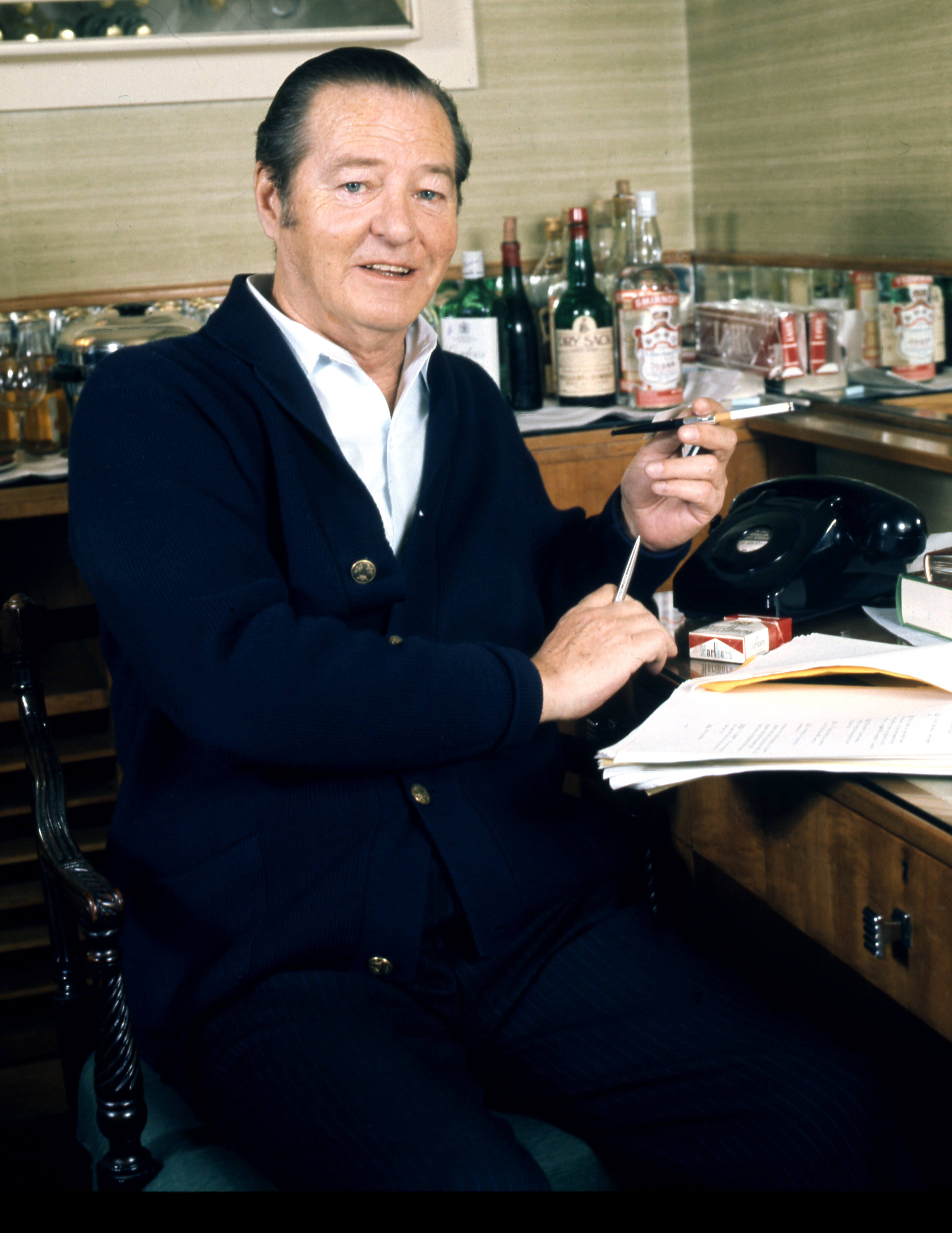
테렌스 래티건

테런스 머빈 래티건(영어: (Sir Terence Mervyn Rattigan, CBE, 1911년 6월 10일~1977년 11월 30일)은 영국의 극작가이다.
《프랑스어 입문(入門)》(1936). 《해가 비칠 동안에》(1943) 등 1천회 이상의 장기흥행을 기록한 경묘(輕妙)한 희극의 성공으로 명성을 얻었다. 전후(戰後)에는 《실비아는 누구?》(1950) 《잠자는 왕자》(1953)와 같은 동일계통의 희극은 물론 《윈즈로 소년》(1946) 《깊고 푸른 바다》(1952) 등의 진지한 드라마에서도 재능을 발휘하였으며 잇단 브로드웨이에서의 히트와 영화화에 의해서 국제적인 호평을 얻었다.
주요작품으로는 알렉산드로스 대왕의 생애를 바탕으로 한 《모험 이야기》(1949)를 비롯하여 2부 구성으로 여러 가지 인생의 모습을 그린 단막극 《따로따로의 식탁》(1954)과 《춘희(椿姬)》의 테마를 현대화한 《변주곡(變奏曲)》(1958), 아라비아의 로렌스를 다룬 《로스》(1960), 뉴욕에 망명중인 루마니아 대자본가와 아들의 갈등을 그린 《아버지와 아들》(1963)이 있고, 또한 텔레비전극과 방송극, 영화대본의 작가로서도 다재다능한 활약을 보였다.

## 서훈
- 1958년 대영 제국 훈장 3등급(CBE)
- 1971년 Knight Bachelor(기사작위)